# Curtain Call 2
Curtain Call 2 ist das zweite Best-of-Album des US-amerikanischen Rappers Eminem. Es erschien am 5. August 2022 als Doppelalbum über sein eigenes Label Shady Records sowie über Aftermath Entertainment und Interscope Records.

## Inhalt
Die enthaltenen Lieder sind hauptsächlich zuvor veröffentlichte Singles, die aus den seit 2009 erschienenen Alben von Eminem ausgekoppelt wurden. So stammen drei Songs vom Studioalbum Relapse (2009), sieben Stücke von Recovery (2010), fünf Titel aus The Marshall Mathers LP 2 (2013), drei Tracks von Revival (2017), drei Lieder aus Kamikaze (2018), drei Songs von Music to Be Murdered By (2020) sowie zwei Stücke aus Music to Be Murdered By – Side B (2020). Zwei Titel wurden dem Kollaboalbum Hell: The Sequel (2011) von Bad Meets Evil entnommen, während ebenfalls zwei Tracks zuvor auf Southpaw (Soundtrack) (2015) erschienen. Das Lied Best Friend war ein Gastbeitrag von Eminem auf Yelawolfs Album Love Story (2015), und der Song The King and I erschien kurz vorher auf dem Soundtrack zum Film Elvis (2022). Dazu sind der als Single erschienene Song From the D 2 the LBC und das zuvor unveröffentlichte Stück Is This Love (’09) auf Curtain Call 2 enthalten.

## Produktion
Bei der Best-of-Zusammenstellung fungierte Eminem selbst als Executive Producer und produzierte auch einige Lieder. Die weiteren Songs wurden von einer großen Anzahl verschiedener Musikproduzenten produziert, darunter Dr. Dre, DJ Khalil, Rick Rubin, Just Blaze, Alex da Kid, Mike Will Made It, Rock Mafia, Hit-Boy, Royce da 5′9″, Luis Resto, Mark Batson, Skylar Grey und Jeff Bass.

## Covergestaltung
Das Albumcover wurde grafisch erstellt und zeigt im Zentrum Eminem, der seine rechte Hand vor die Stirn hält und mit Zeige- und kleinem Finger zwei Hörner bildet. Im oberen Teil befindet sich der Titel Curtain Call 2 in den leuchtenden Farben Blau und Rot. Das gesamte Cover ist an den Hintergrund eines Flipperspiels angelehnt, dessen einzelne Elemente auf die Alben hinweisen, aus denen die enthaltenen Lieder stammen. So sind unter anderem rot-weiße Pillen vom Album Relapse oder weiße Kreuze auf rotem Grund von Recovery zu sehen. Zudem befinden sich ein Kampfjet für Kamikaze, Eminem als Totengräber auf einem Friedhof (Music to Be Murdered By) und Eminems ehemaliges Haus (The Marshall Mathers LP 2) auf dem Cover. Des Weiteren sind einige Easter Eggs enthalten, wie die angezeigten Highscores, die kopfüber gelesen verschiedene Wörter ergeben.

## Gastbeiträge
Auf 23 der 34 Lieder des Albums treten neben Eminem weitere Künstler in Erscheinung. So hat die Sängerin Rihanna Gastauftritte in den Songs Love the Way You Lie und The Monster, während die Sängerin Liz Rodrigues auf Phenomenal und Survival zu hören ist. Bei den Liedern Crack a Bottle und Is This Love (’09) wird Eminem von dem Rapper 50 Cent unterstützt, und auf Lighters und Fast Lane arbeitet er mit Royce da 5′9″ zusammen. Ebenfalls zweimal vertreten ist der Sänger Sly Pyper bzw. Sly Jordan auf Higher und Fast Lane. Weitere Gastbeiträge stammen von den Rappern Dr. Dre (Crack a Bottle), Juice Wrld (Godzilla), Joyner Lucas (Lucky You), Snoop Dogg (From the D 2 the LBC), Yelawolf (Best Friend) und Lil Wayne (No Love) sowie den Sängerinnen Beyoncé (Walk on Water), Pink (Won’t Back Down), Kehlani (Nowhere Fast) und Gwen Stefani (Kings Never Die). Zudem sind die Sänger Bruno Mars (Lighters), Justin Vernon (Fall), Steve McEwan (Space Bound), Ed Sheeran (River), Nate Ruess (Headlights) und CeeLo Green (The King and I) auf Curtain Call 2 vertreten.

## Titelliste
CD 1
| #  | Titel                | Gastbeiträge              | Produzent                               | Länge | Original-Album (Jahr)                   |
| -- | -------------------- | ------------------------- | --------------------------------------- | ----- | --------------------------------------- |
| 1  | Godzilla             | Juice Wrld                | D.A. Got That Dope                      | 3:31  | Music to Be Murdered By (2020)          |
| 2  | Lucky You            | Joyner Lucas              | Boi-1da, Jahaan Sweet, Illa da Producer | 4:04  | Kamikaze (2018)                         |
| 3  | Lighters             | Royce da 5′9″, Bruno Mars | Eminem, The Smeezingtons, Battle Roy    | 5:03  | Hell: The Sequel (2011)                 |
| 4  | Gnat                 |                           | D.A. Got That Dope                      | 3:44  | Music to Be Murdered By – Side B (2020) |
| 5  | Cinderella Man       |                           | Script Shepherd                         | 4:39  | Recovery (2010)                         |
| 6  | Walk on Water        | Beyoncé                   | Rick Rubin, Skylar Grey (Co)            | 5:03  | Revival (2017)                          |
| 7  | Rap God              |                           | DVLP, Filthy (Co)                       | 6:03  | The Marshall Mathers LP 2 (2013)        |
| 8  | Love the Way You Lie | Rihanna                   | Alex da Kid                             | 4:23  | Recovery (2010)                         |
| 9  | Won’t Back Down      | Pink                      | DJ Khalil                               | 4:26  | Recovery (2010)                         |
| 10 | Higher               | Sly Pyper                 | Eminem                                  | 3:42  | Music to Be Murdered By – Side B (2020) |
| 11 | Berzerk              |                           | Rick Rubin                              | 3:58  | The Marshall Mathers LP 2 (2013)        |
| 12 | Not Afraid           |                           | Boi-1da                                 | 4:10  | Recovery (2010)                         |
| 13 | From the D 2 the LBC | Snoop Dogg                | Eminem                                  | 3:35  | zuvor unveröffentlicht                  |
| 14 | Nowhere Fast         | Kehlani                   | Rock Mafia, Hit-Boy                     | 4:24  | Revival (2017)                          |
| 15 | Fall                 | Justin Vernon             | Mike Will Made It                       | 4:22  | Kamikaze (2018)                         |
| 16 | Phenomenal           | Liz Rodrigues             | Eminem                                  | 4:43  | Southpaw (Soundtrack) (2015)            |
| 17 | Fast Lane            | Royce da 5′9″, Sly Jordan | Supa Dups, Eminem (Co), JG (Co)         | 4:09  | Hell: The Sequel (2011)                 |
| 18 | You’re Never Over    |                           | Just Blaze                              | 5:06  | Recovery (2010)                         |

CD 2
| #  | Titel              | Gastbeiträge     | Produzent                                 | Länge | Original-Album (Jahr)            |
| -- | ------------------ | ---------------- | ----------------------------------------- | ----- | -------------------------------- |
| 1  | 3 a.m.             |                  | Dr. Dre                                   | 5:20  | Relapse (2009)                   |
| 2  | Space Bound        | Steve McEwan     | Jim Jonsin                                | 4:39  | Recovery (2010)                  |
| 3  | Beautiful          |                  | Eminem, Jeff Bass (Co)                    | 6:32  | Relapse (2009)                   |
| 4  | The Monster        | Rihanna          | Frequency, Aalias (Co)                    | 4:10  | The Marshall Mathers LP 2 (2013) |
| 5  | Venom              |                  | Eminem                                    | 4:29  | Kamikaze (2018)                  |
| 6  | Crack a Bottle     | Dr. Dre, 50 Cent | Dr. Dre                                   | 4:57  | Relapse (2009)                   |
| 7  | Is This Love (’09) | 50 Cent          | Dr. Dre, Trevor Lawrence Jr., Mark Batson | 3:33  | zuvor unveröffentlicht           |
| 8  | River              | Ed Sheeran       | Emile Haynie                              | 3:41  | Revival (2017)                   |
| 9  | Survival           | Liz Rodrigues    | DJ Khalil                                 | 4:34  | The Marshall Mathers LP 2 (2013) |
| 10 | Best Friend        | Yelawolf         | WillPower, Eminem (Co)                    | 5:14  | Love Story (2015)                |
| 11 | Darkness           |                  | Royce da 5′9″, Eminem, Luis Resto         | 5:37  | Music to Be Murdered By (2020)   |
| 12 | Kings Never Die    | Gwen Stefani     | DJ Khalil                                 | 4:56  | Southpaw (Soundtrack) (2015)     |
| 13 | No Love            | Lil Wayne        | Just Blaze                                | 5:00  | Recovery (2010)                  |
| 14 | Headlights         | Nate Ruess       | Emile Haynie, Jeff Bhasker                | 5:43  | The Marshall Mathers LP 2 (2013) |
| 15 | The King and I     | CeeLo Green      | Eminem, Dr. Dre                           | 3:14  | Elvis (Soundtrack) (2022)        |
| 16 | Farewell           |                  | Ricky Racks                               | 4:08  | Music to Be Murdered By (2020)   |

Bonussong der digitalen Version
| #  | Titel                   | Gastbeiträge | Produzent | Länge | Original-Album (Jahr)  |
| -- | ----------------------- | ------------ | --------- | ----- | ---------------------- |
| 17 | Rap God (Mr. Cii Remix) |              | Mr. Cii   | 6:15  | zuvor unveröffentlicht |

## Rezeption
Curtain Call 2 wurde von professionellen Kritikern durchschnittlich bis positiv bewertet. Die Seite Metacritic errechnete aus vier Bewertungen englischsprachiger Medien einen Schnitt von 74 %.
Arne Lehrke von plattentests.de bewertete Curtain Call 2 mit sechs von zehn Punkten. Das Album bilde „ein durchaus beeindruckendes Gesamtkonstrukt“ mit vielen Facetten, auch wenn die letzten Jahre in Eminems Karriere „eher selten eine Heldenreise“ waren. Es zeige auch, dass der Rapper „kein Problem mehr damit hatte, sich einem Mainstream anzubiedern, gegen den er zu Beginn seiner Karriere immer wieder rebelliert hat.“ Insgesamt liefere die Kompilation aber einen umfangreichen Überblick über „die zweite Karrierehälfte eines der größten Rappers aller Zeiten.“

## Kommerzieller Erfolg

### Chartplatzierungen und Singles
Curtain Call 2 stieg am 12. August 2022 auf Platz neun in die deutschen Albumcharts ein und konnte sich insgesamt vier Wochen in den Top 100 platzieren. Im Vereinigten Königreich erreichte es Rang drei und in den Vereinigten Staaten Position sechs.
| ChartsChartplatzierungen       | Höchstplatzierung | Wochen |
| ------------------------------ | ----------------- | ------ |
| Deutschland (GfK)              | 9 (4 Wo.)         | 4      |
| Österreich (Ö3)                | 11 (2 Wo.)        | 2      |
| Schweiz (IFPI)                 | 8 (7 Wo.)         | 7      |
| Vereinigte Staaten (Billboard) | 6 (59 Wo.)        | 59     |
| Vereinigtes Königreich (OCC)   | 3 (… Wo.)         | …      |

| ChartsJahrescharts (2022)      | Platzierung |
| ------------------------------ | ----------- |
| Vereinigte Staaten (Billboard) | 178         |

| ChartsJahrescharts (2023)      | Platzierung |
| ------------------------------ | ----------- |
| Vereinigte Staaten (Billboard) | 113         |
| Vereinigtes Königreich (OCC)   | 31          |

| ChartsJahrescharts (2024)    | Platzierung |
| ---------------------------- | ----------- |
| Vereinigtes Königreich (OCC) | 33          |

Als einzige Single des Albums wurde am 24. Juni 2022 der Song From the D 2 the LBC veröffentlicht, zu dem auch ein Musikvideo gedreht wurde. Er belegte unter anderem Platz 51 im Vereinigten Königreich.

### Auszeichnungen für Musikverkäufe
Curtain Call 2 erhielt im Jahr 2024 für mehr als 300.000 verkaufte Einheiten im Vereinigten Königreich eine Platin-Schallplatte. Das Album verkaufte sich allein in den Vereinigten Staaten bisher über eine Million Mal.

| Land/Region                  | Auszeichnungen für Musikverkäufe (Land/Region, Auszeichnung, Verkäufe) | Verkäufe  |
| ---------------------------- | ---------------------------------------------------------------------- | --------- |
| Frankreich (SNEP)            | Gold                                                                   | 50.000    |
| Neuseeland (RMNZ)            | 3× Platin                                                              | 45.000    |
| Vereinigte Staaten (RIAA)    | —                                                                      | 1.000.000 |
| Vereinigtes Königreich (BPI) | Platin                                                                 | 300.000   |
| Insgesamt                    | 1× Gold · 4× Platin ·                                                  | 1.395.000 |

Hauptartikel: Eminem/Auszeichnungen für Musikverkäufe